# Lijst van voetbalinterlands Mauritanië - Togo
Deze lijst van voetbalinterlands is een overzicht van alle officiële voetbalwedstrijden tussen de nationale teams van Mauritanië en Togo. De landen speelden tot op heden zes keer tegen elkaar. De eerste ontmoeting was een vriendschappelijke wedstrijd op 12 augustus 1983 in Nouakchott. Het laatste duel, een kwalificatiewedstrijd voor het Wereldkampioenschap voetbal 2026, werd gespeeld op 22 maart 2025 in Lomé.

## Wedstrijden
| № | Plaats     | Datum            | Competitie                   | Wedstrijd         | Uitslag |
| - | ---------- | ---------------- | ---------------------------- | ----------------- | ------- |
| 1 | Nouakchott | 12 augustus 1983 | Vriendschappelijk            | Mauritanië − Togo | 0 − 4   |
| 2 | Lomé       | 8 januari 1995   | Afrika Cup 1996 kwalificatie | Togo − Mauritanië | 0 − 0   |
| 3 | Nouakchott | 14 juli 1995     | Afrika Cup 1996 kwalificatie | Mauritanië − Togo | 2 − 1   |
| 4 | Lomé       | 13 oktober 2002  | Afrika Cup 2004 kwalificatie | Togo − Mauritanië | 1 − 0   |
| 5 | Nouakchott | 5 juli 2003      | Afrika Cup 2004 kwalificatie | Mauritanië − Togo | 0 − 0   |
| 6 | Lomé       | 22 maart 2025    | WK 2026 kwalificatie         | Togo − Mauritanië | 2 − 2   |
| 7 | Nouadhibou | 5 september 2025 | WK 2026 kwalificatie         | Mauritanië − Togo |         |

## Samenvatting
| Competitie              | Totaal gespeeld | Winst Mauritanië | Gelijk | Winst Togo | Doelsaldo Mauritanië – Togo |
| ----------------------- | --------------- | ---------------- | ------ | ---------- | --------------------------- |
| WK-kwalificatie         | 1               | 0                | 1      | 0          | 2 − 2                       |
| Afrika Cup-kwalificatie | 4               | 1                | 2      | 1          | 2 − 2                       |
| Vriendschappelijk       | 1               | 0                | 0      | 1          | 0 − 4                       |
| Totaal                  | 6               | 0                | 3      | 3          | 4 − 8                       |

FFRIM · A-internationals · Mauritaans vrouwenelftal
1960 – 1969 · 
1970 – 1979 · 
1980 – 1989 · 
1990 – 1999 · 
2000 – 2009 · 
2010 – 2019 ·
2020 − 2029
Algerije ·
Angola ·
Bahrein ·
Benin ·
Botswana ·
Burkina Faso ·
Burundi ·
Canada ·
Centraal-Afrikaanse Republiek ·
Comoren ·
Congo-Brazzaville ·
Congo-Kinshasa ·
Equatoriaal-Guinea ·
Egypte ·
Ethiopië ·
Gabon ·
Gambia ·
Guinee ·
Guinee-Bissau ·
Irak ·
Ivoorkust ·
Jemen ·
Jordanië ·
Kaapverdië ·
Kameroen ·
Kenia ·
Lesotho ·
Libanon ·
Liberia ·
Libië ·
Madagaskar ·
Mali ·
Marokko ·
Mauritius ·
Mozambique ·
Niger ·
Oeganda ·
Oman ·
Palestina ·
Rwanda ·
Saoedi-Arabië ·
Senegal ·
Sierra Leone ·
Soedan ·
Somalië ·
Syrië ·
Tanzania ·
Togo ·
Tunesië ·
Verenigde Arabische Emiraten ·
Zambia ·
Zimbabwe ·
Zuid-Afrika ·
Zuid-Jemen ·
Zuid-Soedan
FTF · Selecties · Togolees vrouwenelftal
1950 – 1959 · 
1960 – 1969 · 
1970 – 1979 · 
1980 – 1989 · 
1990 – 1999 · 
2000 – 2009 · 
2010 – 2019 ·
2020 − 2029
WK 2006
Algerije ·
Angola ·
Bahrein ·
Benin ·
Botswana ·
Bukina Faso ·
Centraal-Afrikaanse Republiek ·
Chili ·
Comoren ·
Congo-Bazzaville ·
Congo-Kinshasa ·
Denemarken ·
Djibouti ·
Egypte ·
Equatoriaal-Guinea ·
Ethiopië ·
Frankrijk ·
Gabon ·
Gambia ·
Ghana ·
Guinee ·
Guinee-Bissau ·
Iran ·
Ivoorkust ·
Japan ·
Kaapverdië ·
Kameroen ·
Kenia ·
Lesotho ·
Liberia ·
Libië ·
Liechtenstein ·
Luxemburg ·
Madagaskar ·
Malawi ·
Mali ·
Marokko ·
Mauritanië ·
Mauritius ·
Mozambique ·
Namibië ·
Niger ·
Nigeria ·
Oeganda ·
Oman ·
Paraguay ·
Rwanda ·
Sao Tomé en Principe ·
Saoedi-Arabië ·
Senegal ·
Sierra Leone ·
Soedan ·
Swaziland ·
Tsjaad ·
Tunesië ·
Verenigde Arabische Emiraten ·
Zambia ·
Zimbabwe ·
Zuid-Korea ·
Zuid-Soedan ·
Zwitserland
Frankrijk (2006) · 
Zuid-Korea (2006) · 
Zwitserland (2006)